# Memory Traveler
《Memory Traveler》는 엠씨 더 맥스의 리메이크 음반이다. 

## 개요
4집 음반 발매에 앞서 발매한 음반으로, 이전에 멤버들이 자작곡으로 이루어진 비정규 앨범을 발매할 것이라고 하였으나, 이 앨범이 대신 하였다. 전 트랙이 한국의 전설적인 가수로 평가되는 조용필의 노래로, 조용필의 허락을 받지 않은 채 음반을 발매하여 엠씨 더 맥스가 사과하는 일까지 초래하고 말았다.
이번 앨범은 지난 앨범처럼 전 멤버가 세션에 참여하지 못해 많은 논란을 사기도 했다.

## 수록곡
1. 바람이 전하는 말 (김희갑 작곡, 양인자 작사)
2. 들꽃 (이범희 작곡, 하지영 작사)
3. 그대의 향기는 흩날리고 (조용필 작곡, 석훈 작사)
4. 추억속의 재회 (조용필 작곡, 최은정 작사)
5. 나는 너 좋아 (조용필 작곡, 김순곤 작사)
6. 눈물의 파티 (이범희 작곡, 박건호 작사)
7. 잊기로 했네 (김영광 작곡, 정두수 작사)
8. 못찾겠다 꾀꼬리 (조용필 작곡, 김순곤 작사)
9. 단발머리 (조용필 작곡, 박건호 작사)
10. 돌아와요 부산항에 (황선우 작사·곡)
11. 바람의 노래 (김정욱 작곡, 김순곤 작사)
12. 그 겨울의 찻집 (김희갑 작곡, 양인자 작사)
13. 서울 서울 서울 (조용필 작곡, 양인자 작사)
14. 마도요 (조용필 작곡, 박건호 작사)
15. 내 이름은 구름이여 (조용필 작곡, 전종현 작사)